# Coesfelder Kreuz (Kruzifix)

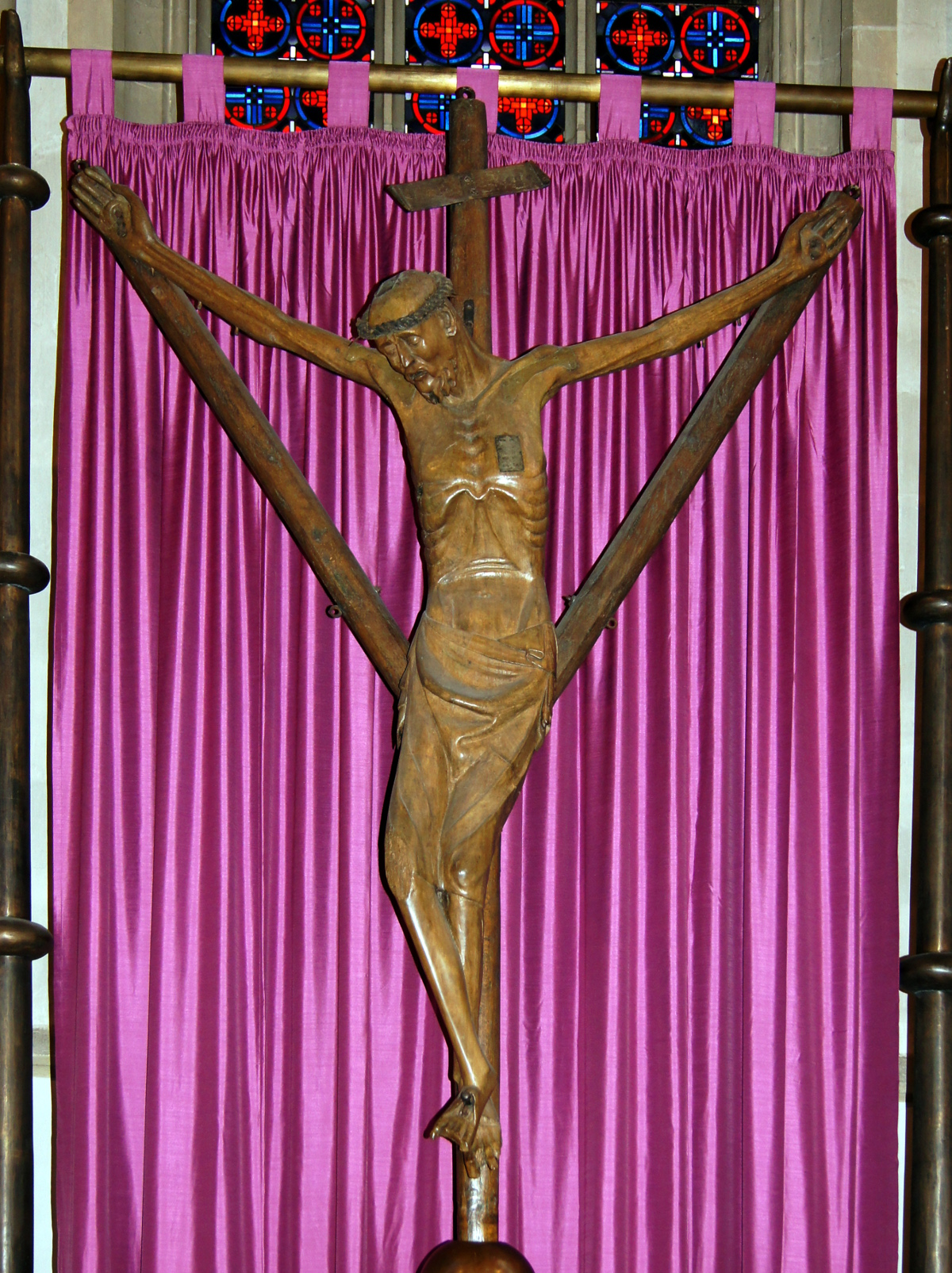
Das Coesfelder Kreuz

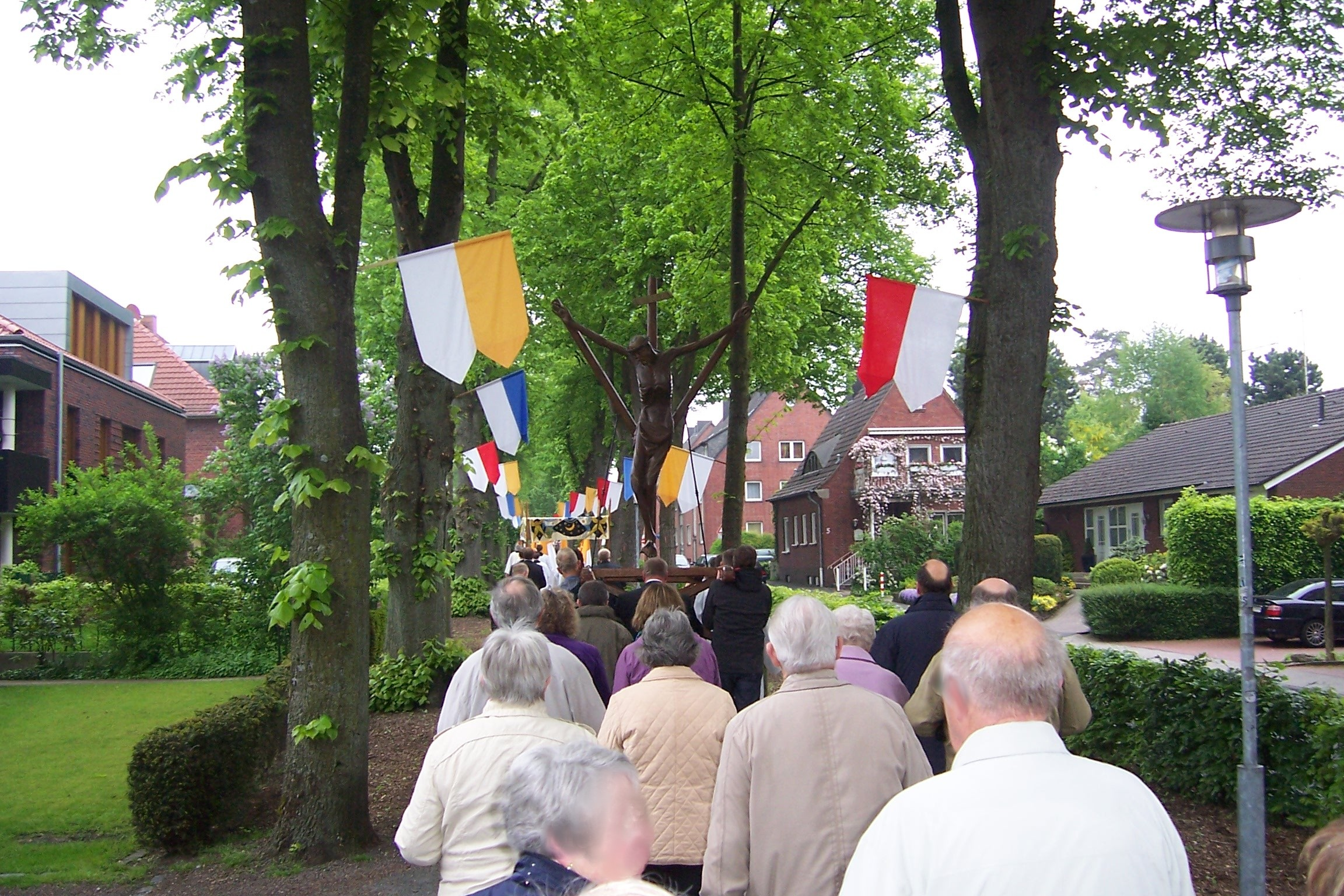
Das Coesfelder Kreuz auf fahnengesäumtem Weg.

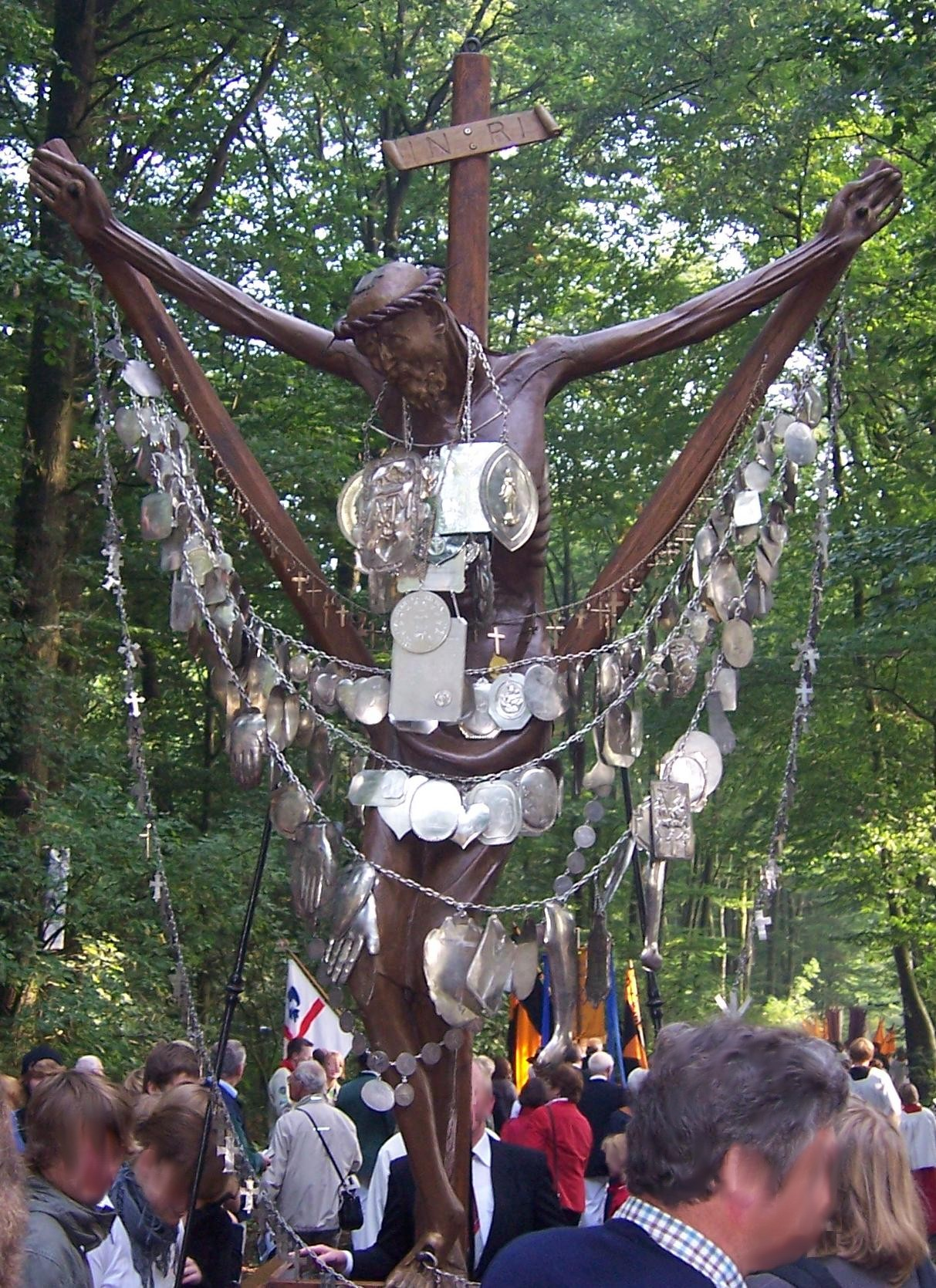
Replik des Coesfelder Kreuzes mit Votivgaben

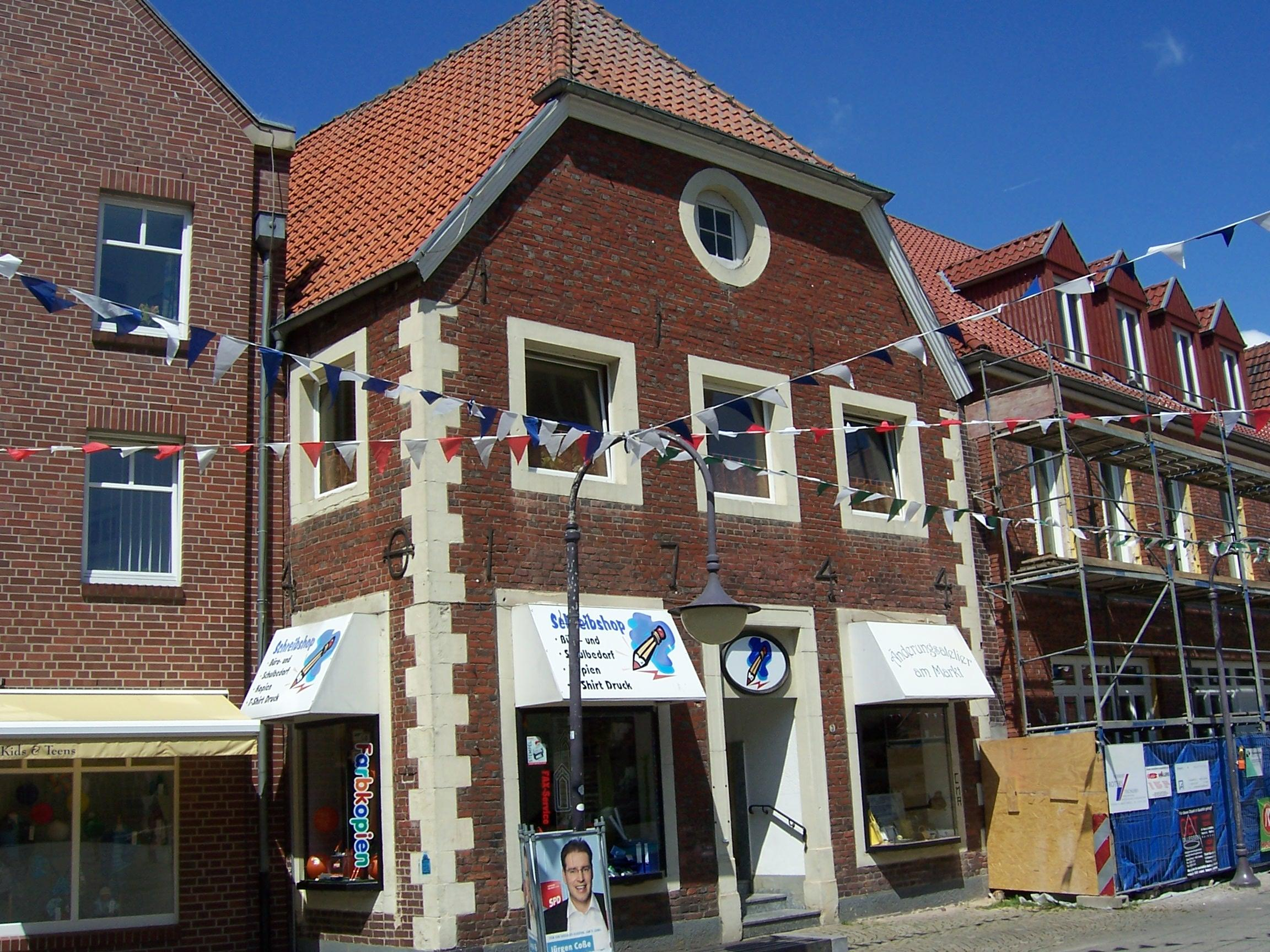
Haus Markt 3.

Das Coesfelder Kreuz ist ein Gabelkreuz, das sich in der Coesfelder Pfarrkirche St. Lamberti befindet.
Es ist das größte seiner Art in Deutschland und beeindruckt vor allem durch die besonders deutliche Darstellung des Leidens. Das Kreuz ist insgesamt 3,24 m hoch und 1,94 m breit, während die Christusfigur eine Größe von 2,09 m bei einer Armspannweite von 1,84 m hat. Der Korpus des im 14. Jahrhundert von einem unbekannten Künstler geschaffenen Kruzifixes ist aus Walnussholz geschnitzt; aus einem einzigen Stamm von mindestens 48 cm Durchmesser, während der Künstler für beide Arme, Kreuzstamm und -balken Eichenholz verwendete. Die heute glatte Oberfläche war ursprünglich mit aus Grundierung geformten Adern bzw. Wunden deutlich plastischer und zudem noch farbig gefasst. Das Haupt wirkt heute etwas kleiner proportioniert, da die aus Werg und Leim nachmodellierten Haare nicht mehr vorhanden sind. In der linken Brust sowie im Kopf befinden sich Aushöhlungen zur Aufnahme verschiedener Reliquien, darunter auch eine Kreuzreliquie, so dass das Coesfelder Kreuz schon früh als „wundertätig“ galt und zum Ziel von Wallfahrten wurde. Eine Kreuzreliquie ist heute noch das Zentrum des Kultes. Zu den Kreuztrachten ist das auch anderswo zu vergleichbaren Anlässen in konfessionell-katholisch geprägten Regionen übliche Schmücken der Straßen bzw. Häuser mit Fahnen und Wimpeln noch an manchen Abschnitten des Prozessionsweges anzutreffen.

## Die historische Entwicklung des Kultes um das Coesfelder Kreuz
Als frühes Zeugnis der Kreuzverehrung in Coesfeld gilt ein Ablassbrief vom 1. Juli 1312, in dem den Teilnehmern der Kreuztracht ein besonderer Ablass gewährt wird. Dadurch erlebte die Wallfahrt einen deutlichen Aufschwung, so dass sich Schenkungen und Opfergaben zu Gunsten des hl. Kreuzes häuften. 1359 wurde eine jährliche Rente von 2 Schilling, mit denen Votivkerzen zu Ehren des Coesfelder Kreuzes zu finanzieren waren, gestiftet und seit 1425 lässt sich eine „Bruderschaft vom Heiligen Kreuz“ nachweisen. Selbst in den religiösen Wirren des 16. Jahrhunderts gelang es reformatorisch gesinnten Pfarrern nicht, das einfache Volk von der Verehrung des Kultbildes abzuhalten. Der vorläufige Niedergang begann erst mit den Übergriffen spanischer und niederländischer Söldner auf das westliche Münsterland zur Zeit des Achtzigjährigen Krieges und der damit einhergehenden Ausplünderung bzw. Verarmung der Bevölkerung. Einen Tiefpunkt brachte die Besetzung Coesfelds durch die (protestantischen) Hessen 1633, die den Kult und die Wallfahrt zum Erliegen brachten. Am 25. Februar 1634 gelangten hessische (calvinistische) Soldaten in den Besitz des Coesfelder Kreuzes und „trieben ihren Spott damit den Offizieren zum Gefallen“. Erst ein Jahr später gelangte es wieder in den Besitz von Bürgern der Stadt Coesfeld, die das Kreuz von nun an auf dem Dachboden eines Hauses am Markt versteckten. Noch vier Jahre nach Ende des Dreißigjährigen Krieges blieben die Hessen als Besatzer in der Stadt, bis sie sich 1652 zum Abzug bereit erklärten, nachdem Fürstbischof Christoph Bernhard von Galen dies durch eine hohe Geldsumme erkauft hatte.
Volkstümliche Überlieferung über das Versteck des Coesfelder Kreuzes in der Hessenzeit:

Das Coesfelder Kreuz soll der Überlieferung nach (u. a.) „auf dem Dachboden des Hauses Höcke am Markt“ versteckt worden sein.
Der Fürstbischof förderte die Wallfahrt finanziell und ideell, indem er persönlich an den Kreuztrachten teilnahm und eine große, feierliche alljährliche Dankprozession („Hessenutjacht“) an Pfingsten um die Befestigungswälle der Stadt Coesfeld veranlasste, einen neuen Kreuzaltar in St. Lamberti stiftete und den sogenannten „Großen Kreuzweg“ anlegen ließ. Nach dem Tod von Galens setzte ein erneuter Niedergang ein, Brandkatastrophen ließen die Bürgerschaft wiederum verarmen, so dass zu dieser Zeit wahrscheinlich keine Prozessionen mehr stattgefunden haben und obwohl Papst Benedikt XIII. am 23. Juni 1727 allen Verehrern des Coesfelder Kreuzes einen vollkommenen Ablass gewährte, wurde es nur wenig als Wallfahrtsziel besucht. Erst das große Kreuzesjubiläum 1756 leitete wieder einen Aufschwung ein. Die weiteren Kreuzesjubiläen 1806, 1850(!) und erst recht das Jubiläum 1902 nach überstandenem Kulturkampf im Rahmen des politischen Katholizismus bzw. des kath. Milieus ließen die Zahl der auswärtigen Wallfahrer aus der Umgebung wieder stark ansteigen. Auch der Nationalsozialismus konnte zunächst die Teilnahme an den Kreuztrachten und Prozessionen nicht zurückdrängen, bis am 12. Mai 1940 alle Prozessionen „aus Luftschutzgründen“ untersagt wurden. Die ersten Kreuz-Feierlichkeiten nach dem Krieg fanden schon Pfingsten 1945 wieder statt, allerdings auf Grund der Zerstörung Coesfelds im März 1945 noch keine Kreuztracht; eine solche gab es erst wieder 1946. Das nächste Jubiläum 1950 konnte wieder unbehelligt begangen werden, doch ist das Coesfelder Kreuz seit dieser Zeit nicht mehr das Ziel auswärtiger Prozessionen wie noch 1902. Seit 1982 bleibt das Coesfelder Kreuz aus konservatorischen Gründen in der Lambertikirche; für die Prozessionen wurde eine Replik angefertigt. Das letzte Kreuzjubiläum fand im Jahr 2000 unter Berücksichtigung gewandelter gesellschaftlicher Verhältnisse sowie ökumenischer Kontakte statt.

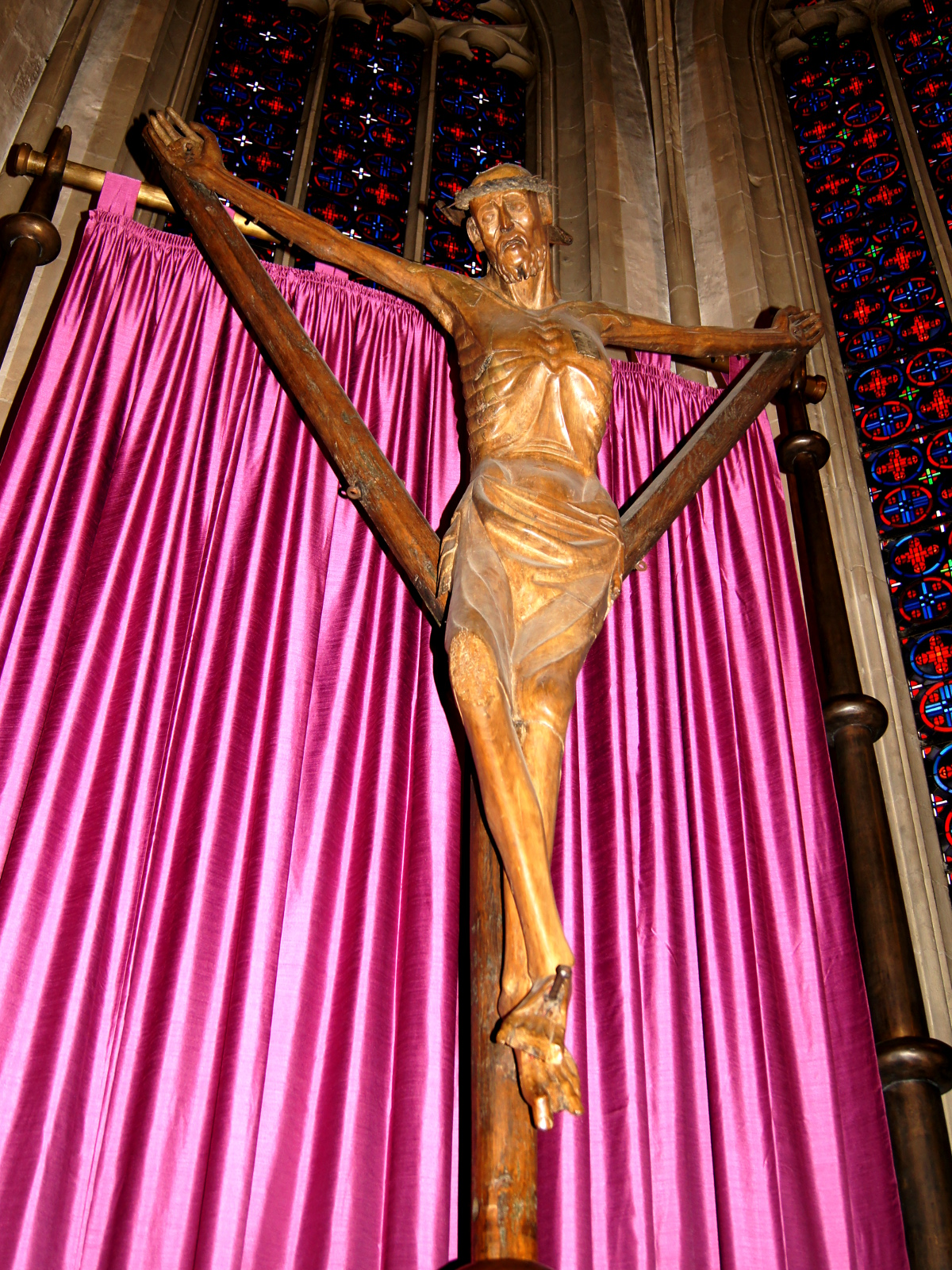
Das Kreuz in Aufwärtsperspektive.
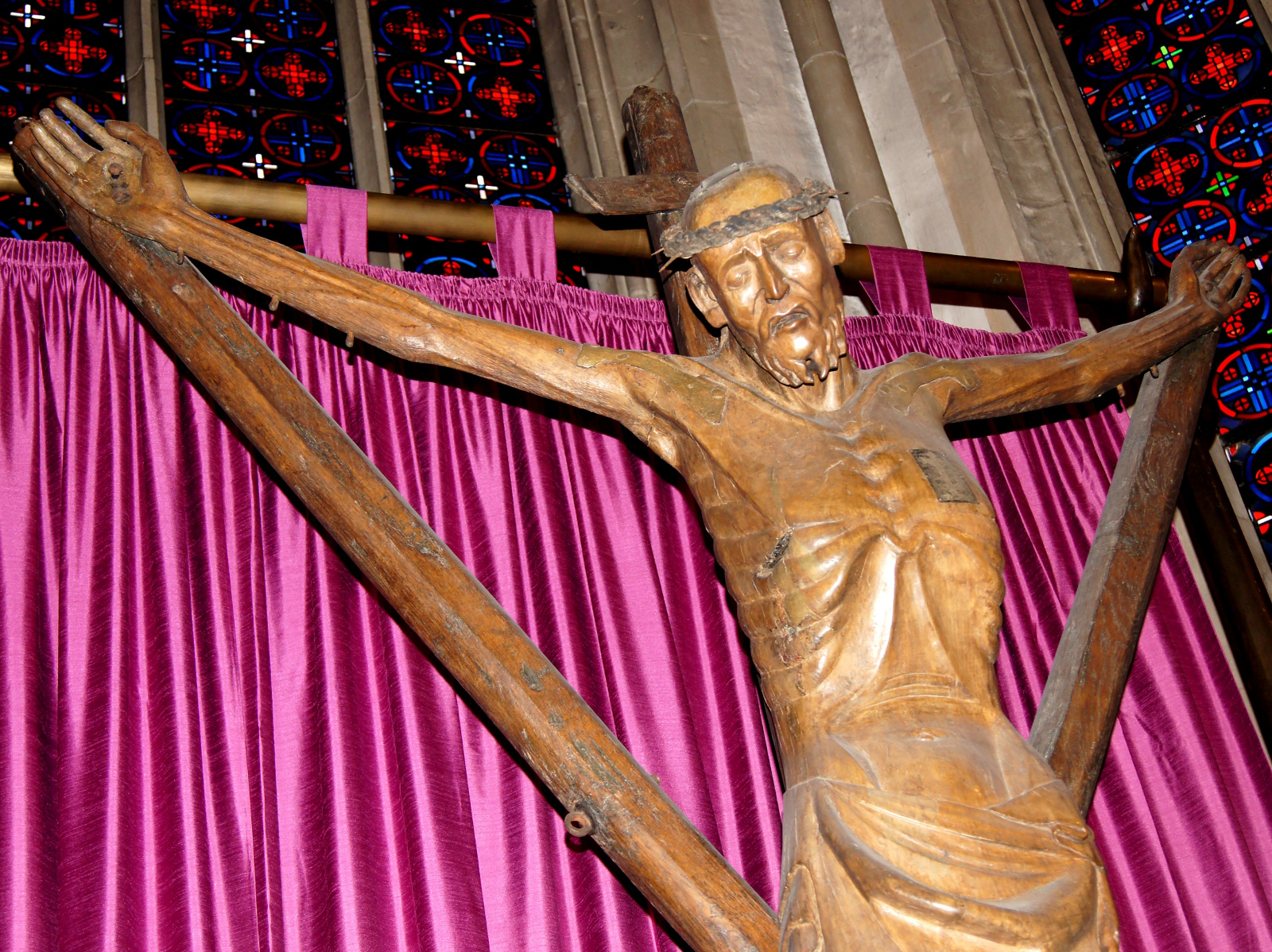
Reliquienfach in der Brust.
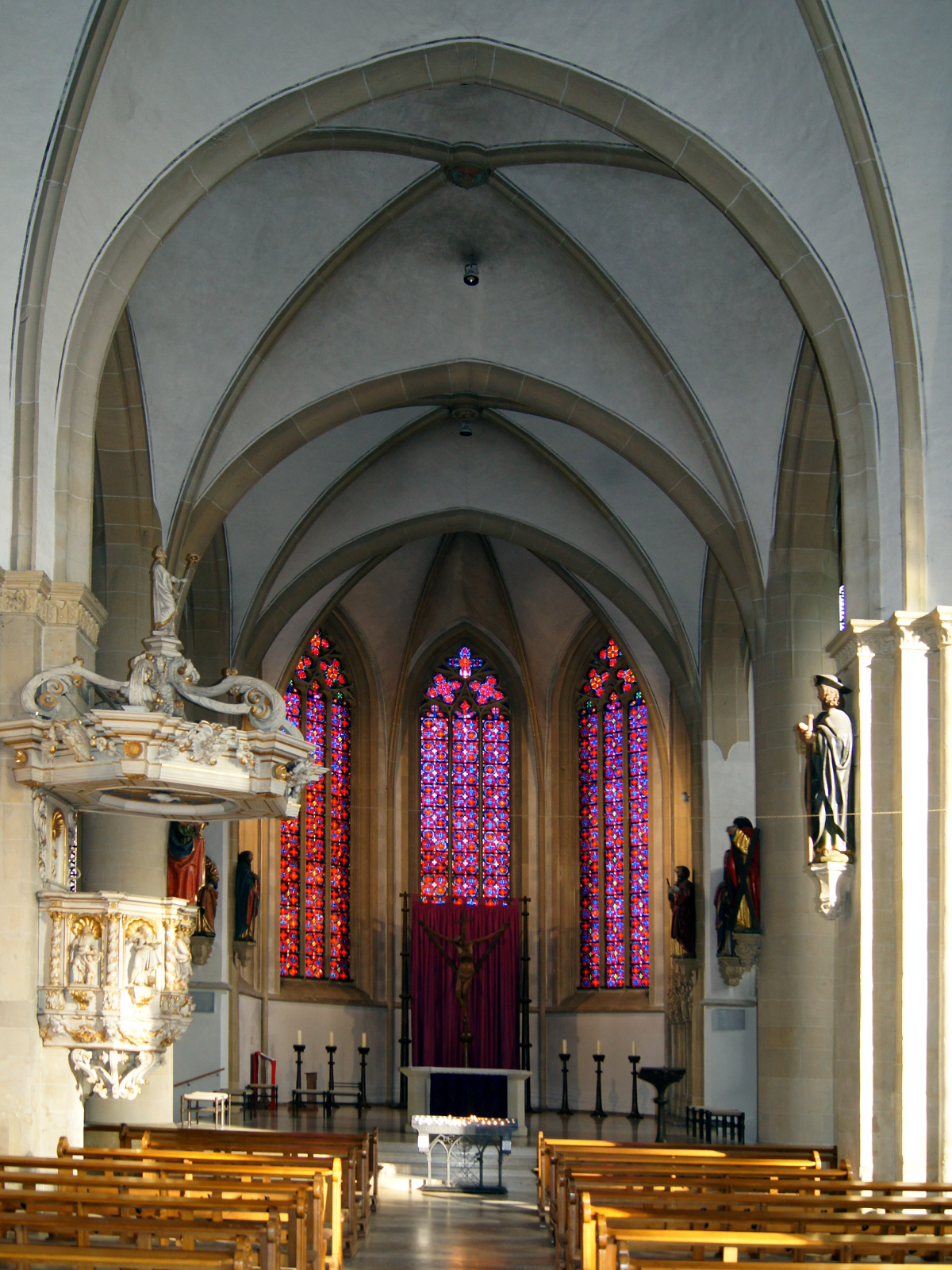
St. Lamberti mit dem Coesfelder Kreuz im Chor.
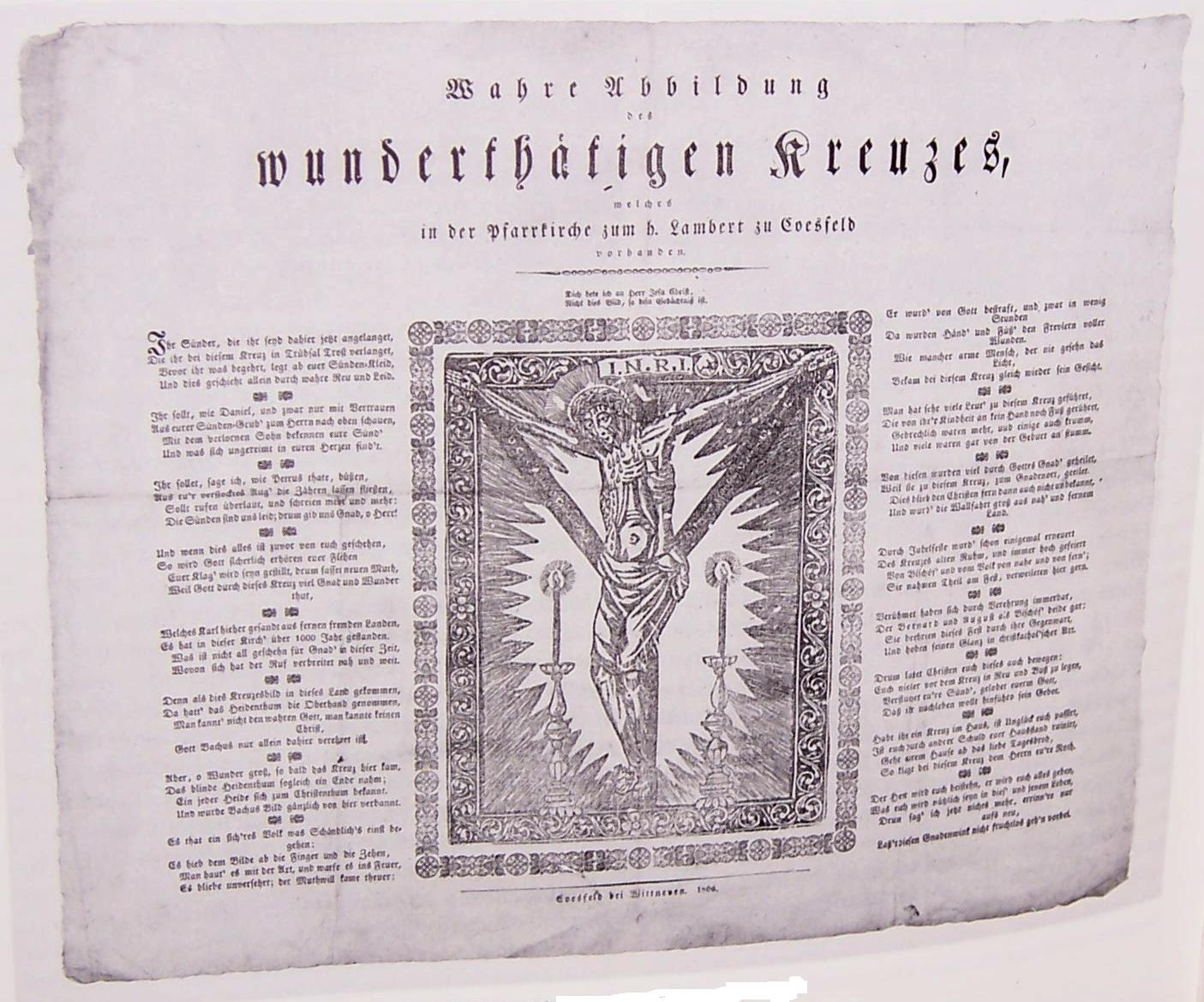
Andachtszettel zum Kreuzjubiläum 1806.

## Die „Kleine Kreuztracht“

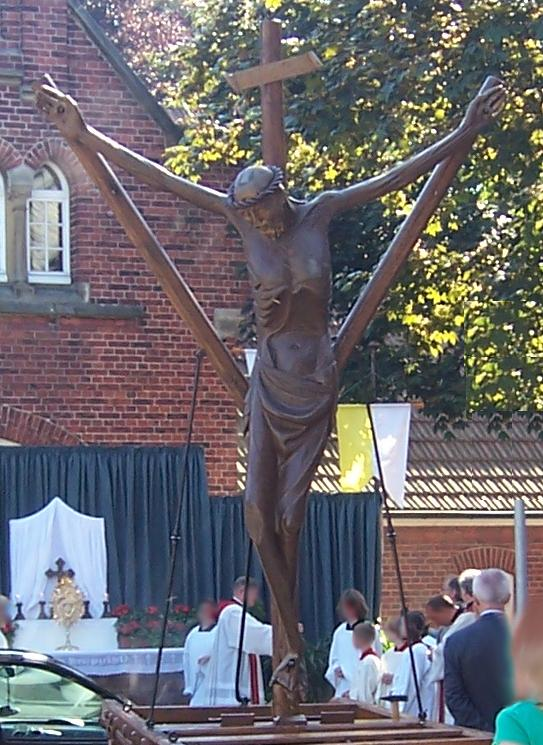
Kleine Kreuztracht: 1. Segensaltar am Walkenbrückentor.

Die „Kleine Kreuztracht“ ist die von Christoph Bernhard von Galen initiierte Prozession mit dem Coesfelder Kreuz in Erinnerung an den Abzug der Hessen („Hessen-Utjagd“) und findet bis heute am Pfingstmontag statt. Im Gegensatz zur Großen Kreuztracht ist sie eine Prozession mit dem Allerheiligsten und führt über die die Coesfelder Innenstadt umgebende Promenade (frühere Festungswälle), wobei an vier ehemaligen Stadttoren Segensaltäre errichtet werden. Die Segensaltäre sind am Walkenbrückentor, wo die Prozession die Altstadt verlässt und auf die Wälle einbiegt, am ehem. Letter Tor, am ehem. Süringtor und am ehem. Neutor, von wo die Prozession wieder ihrem Ende entgegen durch die Altstadt führt. War diese Prozession zu fürstbischöflichen Zeiten eine prunkvolle Inszenierung, ist das Äußere heutzutage eher schlicht, man verzichtet beispielsweise auf die bei Prozessionen „normalerweise immer noch obligatorische“ Begleitung durch eine Musikkapelle. Im Jahr 2022 hat man das „traditionelle Schema“ aufgegeben und Veränderungen durchgeführt. Das Coesfelder Kreuz wird nun nicht mehr aufrecht im Tragegestell, sondern liegend mitgeführt. Der Prozessionsweg verläuft anders (verkürzt?) und die Anzahl der Segensaltäre wurde reduziert (1. Altar gleich am selben Ort wie die Messfeier; d. h. der Aufbau des einen Altares im Außenbereich entfällt) und deren Standort teilweise verlegt. Die Stationen am Walkenbrückentor und am (ehem.) Süringtor fallen somit weg. 2023 geht die Kleine Kreuztracht wieder den Weg nahezu wie in den Vorjahren inkl. der Segensaltäre; lediglich geringfügige Details wie das Verlegen des 3. Altares auf die gegenüberliegende Straßenseite wurden geändert. Auch 2023 wird das Coesfelder Kreuz weiterhin liegend mitgetragen.

## Die „Große Kreuztracht“
Die „Große Kreuztracht“ war ganz ursprünglich eine Prozession mit dem Coesfelder Kreuz, die an den Grenzen der zu Coesfeld gehörenden Bauerschaften entlangführte. Sie dauerte zwei Tage und umfasste eine Wegstrecke von ca. zwanzig Kilometern, ehe dafür der von Fürstbischof Christoph Bernhard von Galen zu diesem Zweck errichtete Kreuzweg genutzt werden konnte. Bis Mitte des 17. Jahrhunderts fand die Große Kreuztracht wohl am Pfingstmontag statt. Dann veranlasste der Bischof eine Verlegung auf den Pfingstdienstag. Dieser Termin konnte sich bis 1996 halten, 1997 fand die Große Kreuztracht erstmals am Sonntag nach Kreuzerhöhung (14. September) statt. In früheren Jahren wurde das Coesfelder Kreuz anlässlich der Kreuztrachten mit den silbernen Votivgaben behängt, dieses praktiziert man nunmehr lediglich in Ausnahmefällen zu besonderen Anlässen, wie z. B. 1997 im Zusammenhang mit der 800-Jahr-Feier der Stadt Coesfeld, dem Kreuzjubiläum 2000 und der 350-Jahr-Feier des Großen Kreuzweges 2009. Auch zur Großen Kreuztracht 2012 wurde wegen des Jubiläums der 700-jährigen urkundlichen Ersterwähnung des Coesfelder Kreuzes das Prozessionskreuz mit den silbernen Votivgaben behangen. In manchen Jahren wird die Große Kreuztracht von einer Musikkapelle begleitet. An der kleinen Kapelle findet eine Festmesse statt, in früheren Jahren wurde dort eine Predigt gehalten und an der Großen Kapelle ein Hochamt. Zu fürstbischöflichen Zeiten hat man bei Rückkehr der Kreuztracht in die Stadt mit den Kanonen der Ludgerusburg Salut geschossen.
Bei der Großen Kreuztracht 2023 ist das Coesfelder Kreuz in einem mit Rädern versehenen Gestell mitgeführt worden, so dass es aufrecht und nicht liegend Teil der Prozession ist.

## Der „Große Kreuzweg“
Im Jahr 1659 stiftete Christoph Bernhard von Galen den Großen Kreuzweg als Prozessionsweg für die Große Kreuztracht aber auch als klassische Kreuzweganlage, wie sie bis heute in der katholischen Kirche üblich ist, allerdings mit achtzehn statt normalerweise 14 Stationen. Der Weg bildet ein Viereck und ist insgesamt wohl an die zehn Kilometer lang. Die Eckpunkte bilden die St.-Lamberti-Kirche im Zentrum der Stadt, das so genannte „Weiße Kreuz“ (Barock, um 1720) an der Borkener Straße (K 46), von da ab ist der Kreuzweg ein eigener Weg (Allee) zur „Kleinen Kapelle“ in der Bauerschaft Sirksfeld und von der „Großen Kapelle“ an führt er über die Holtwicker Straße (B 474) nach Coesfeld zurück. Dazwischen stehen die einzelnen Kreuzwegstationen aus Baumberger Sandstein, die älteren mit Dreiecksgiebel stammen aus der Werkstatt des Peter Pictorius (17. Jh.) und die jüngeren mit geschweiftem Giebel von 1705 erschufen Meister der Rendeles-Sasse-Werkstatt. Leider sind nicht alle Stationen erhalten, die Station an der Ecke Wertchenstraße / Borkener Straße fiel den Bombenangriffen vom 23. März 1945 zum Opfer, die ebenfalls im Zweiten Weltkrieg zerstörte Station an der Holtwicker Straße wurde 1995 wieder in Stand gesetzt.

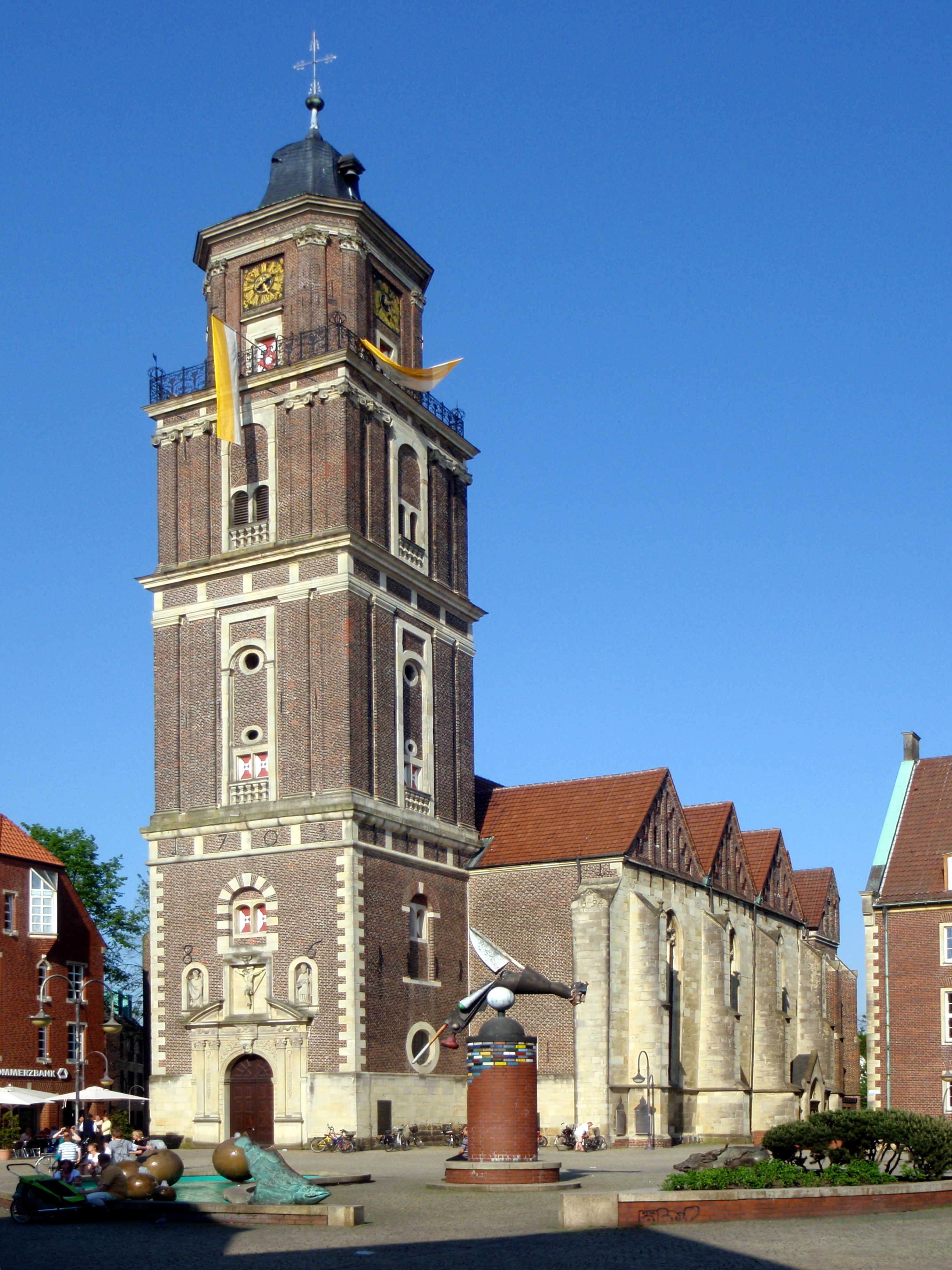
St. Lamberti am Markt ist Start- und Endpunkt des Großen Kreuzweges (erster und vierter Eckpunkt).
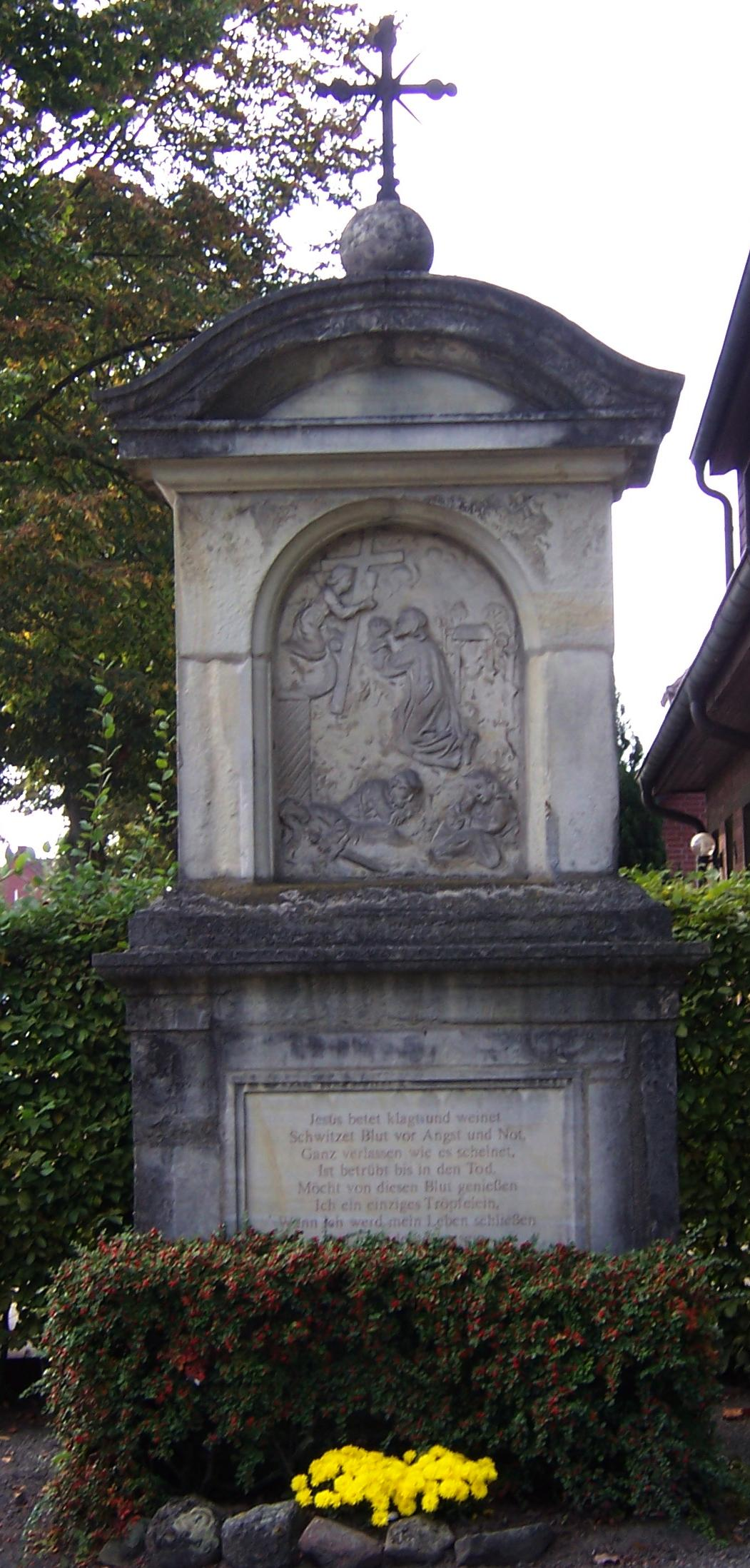
Neuere Station aus der Rendeles-Sasse-Werkstatt (Borkener Straße)
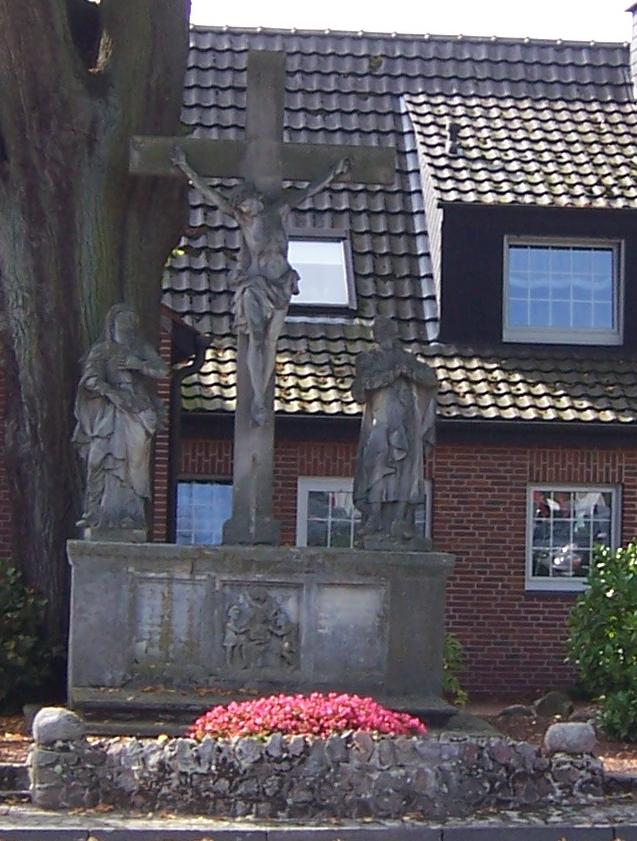
Weißes Kreuz – erster Eckpunkt.
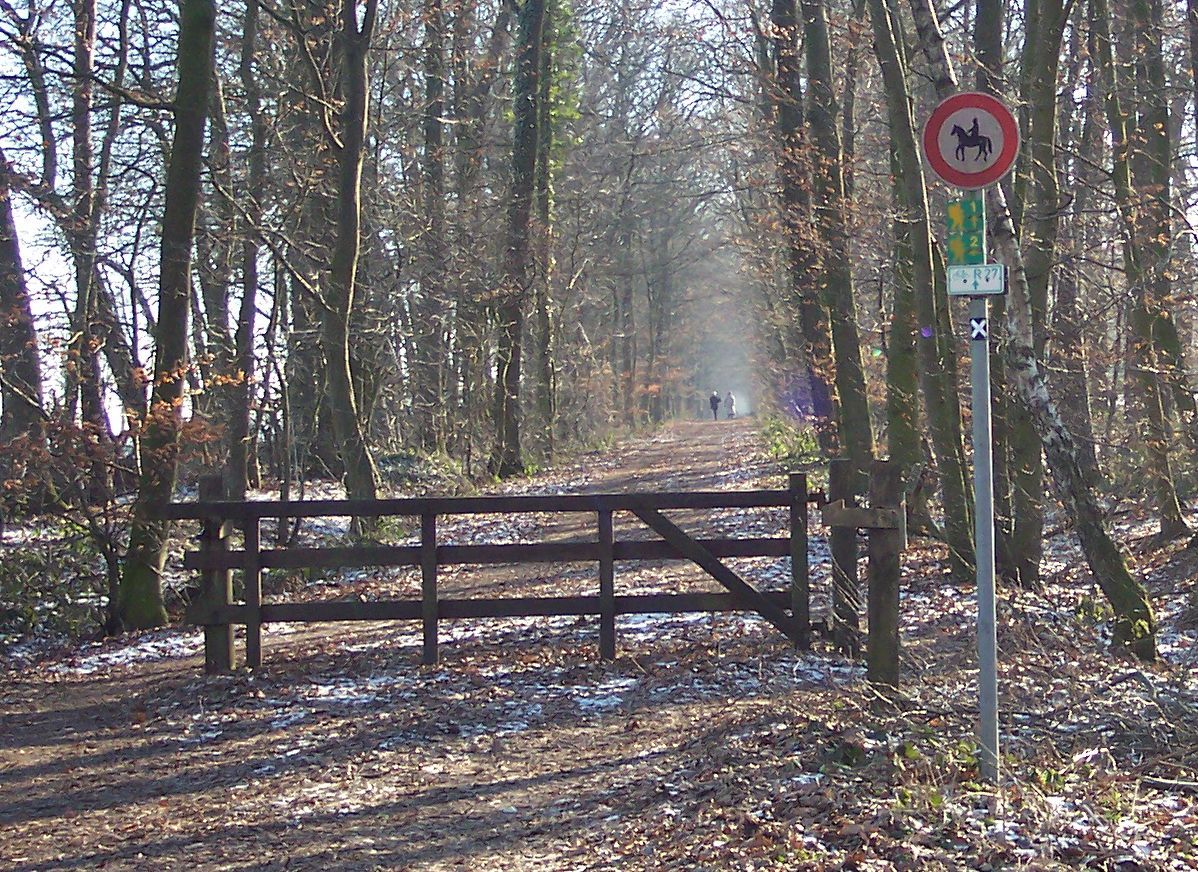
Die Kreuzweg-Allee
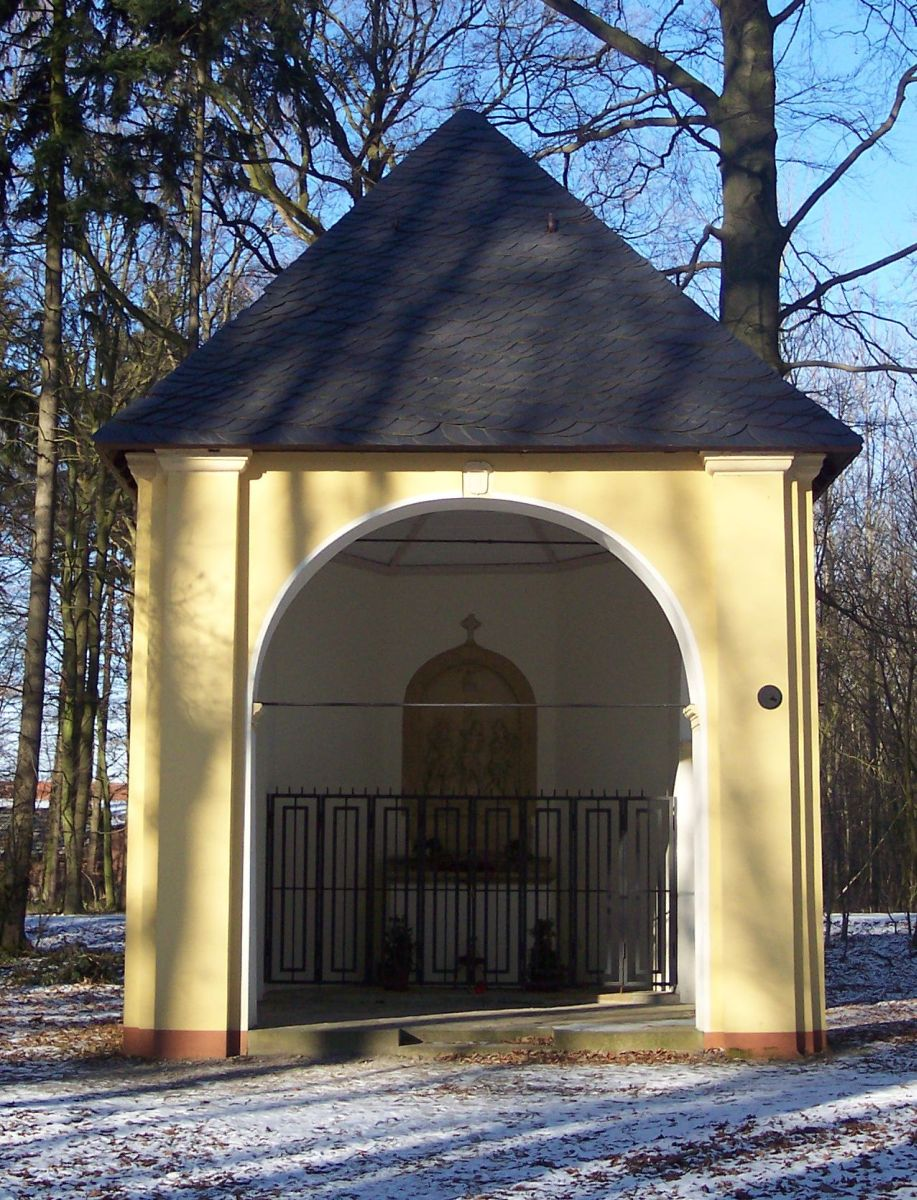
Die Kleine Kapelle – zweiter Eckpunkt.
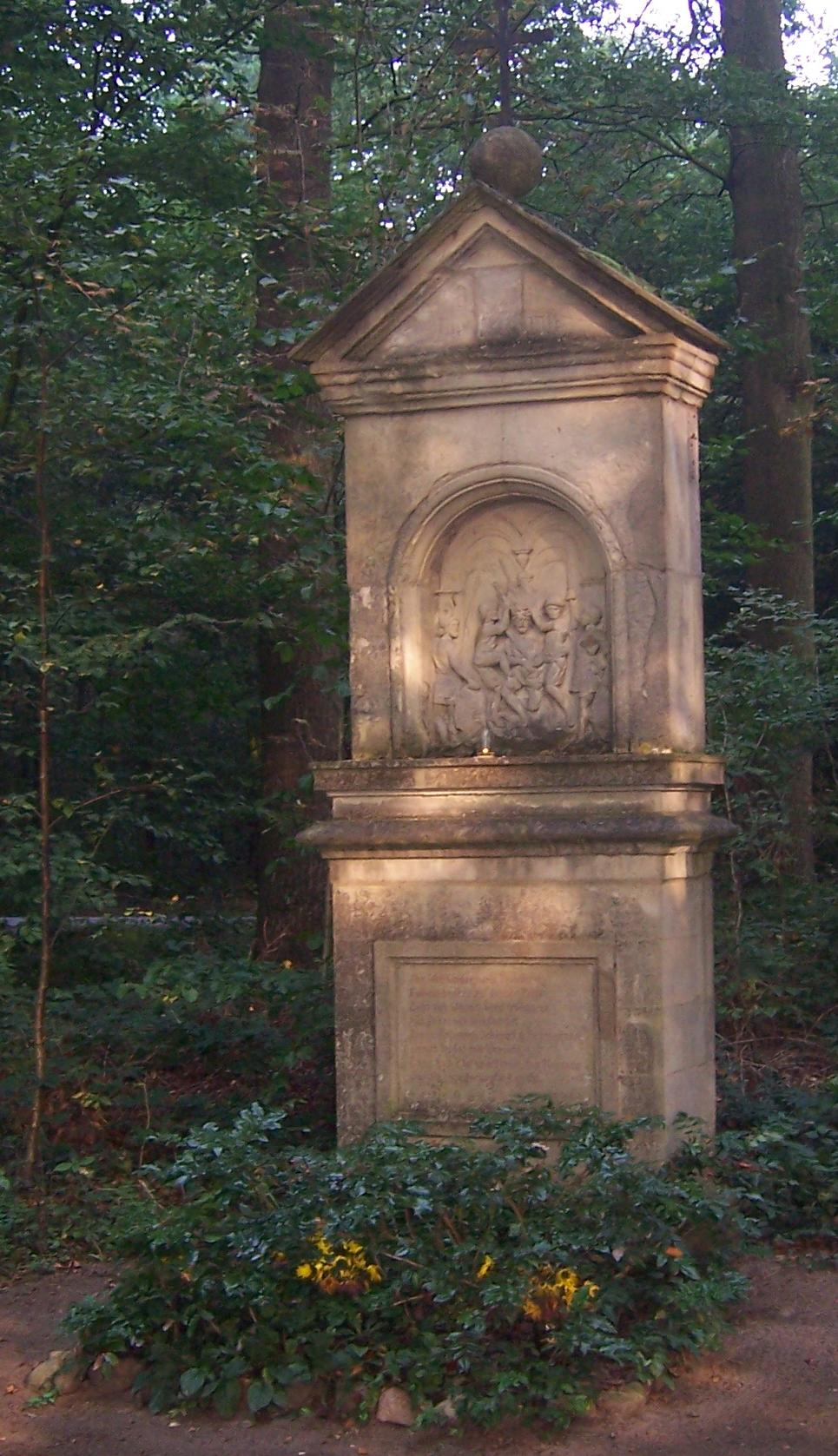
Ältere Station von Pictorius
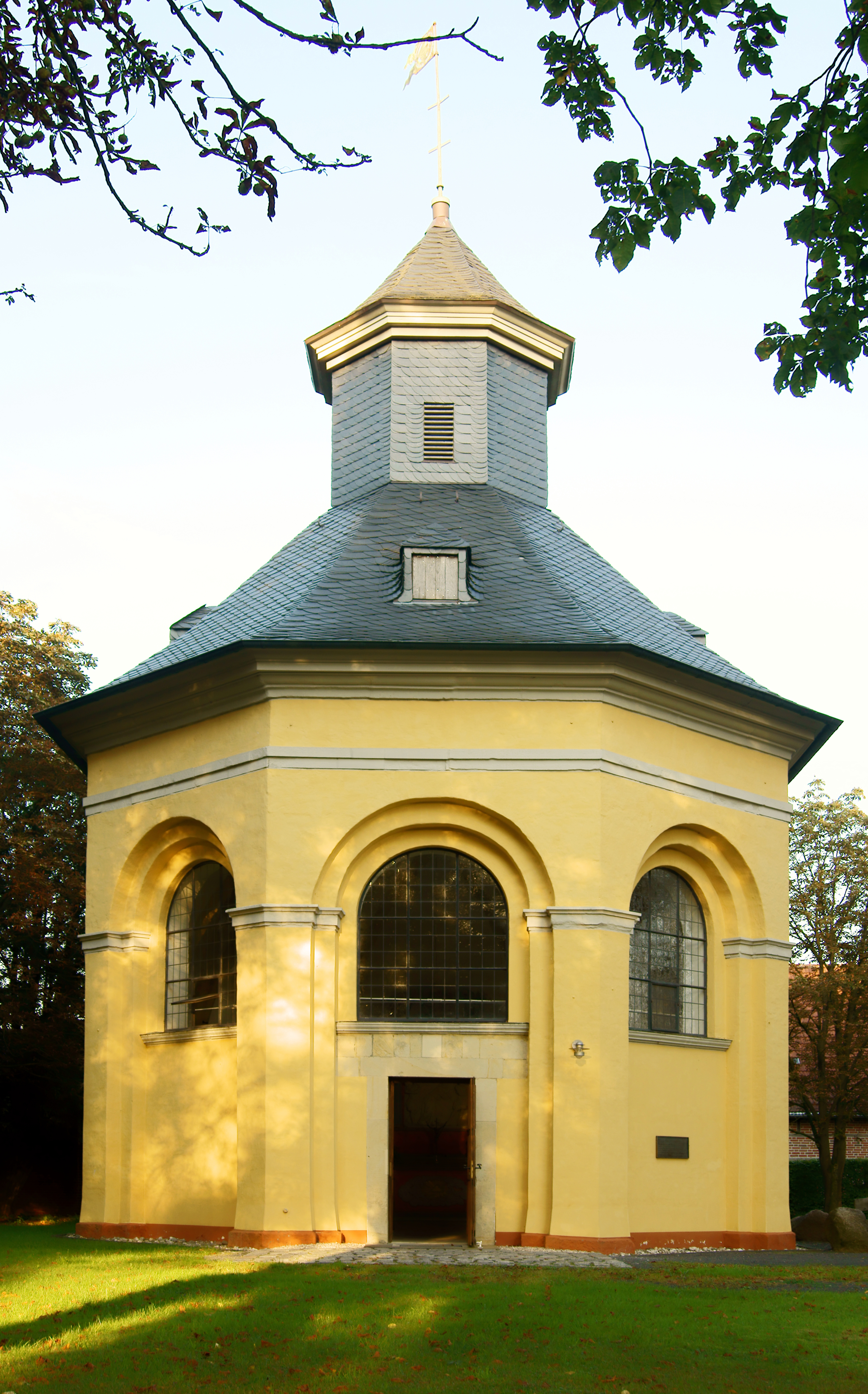
Große Kapelle außen – dritter Eckpunkt.
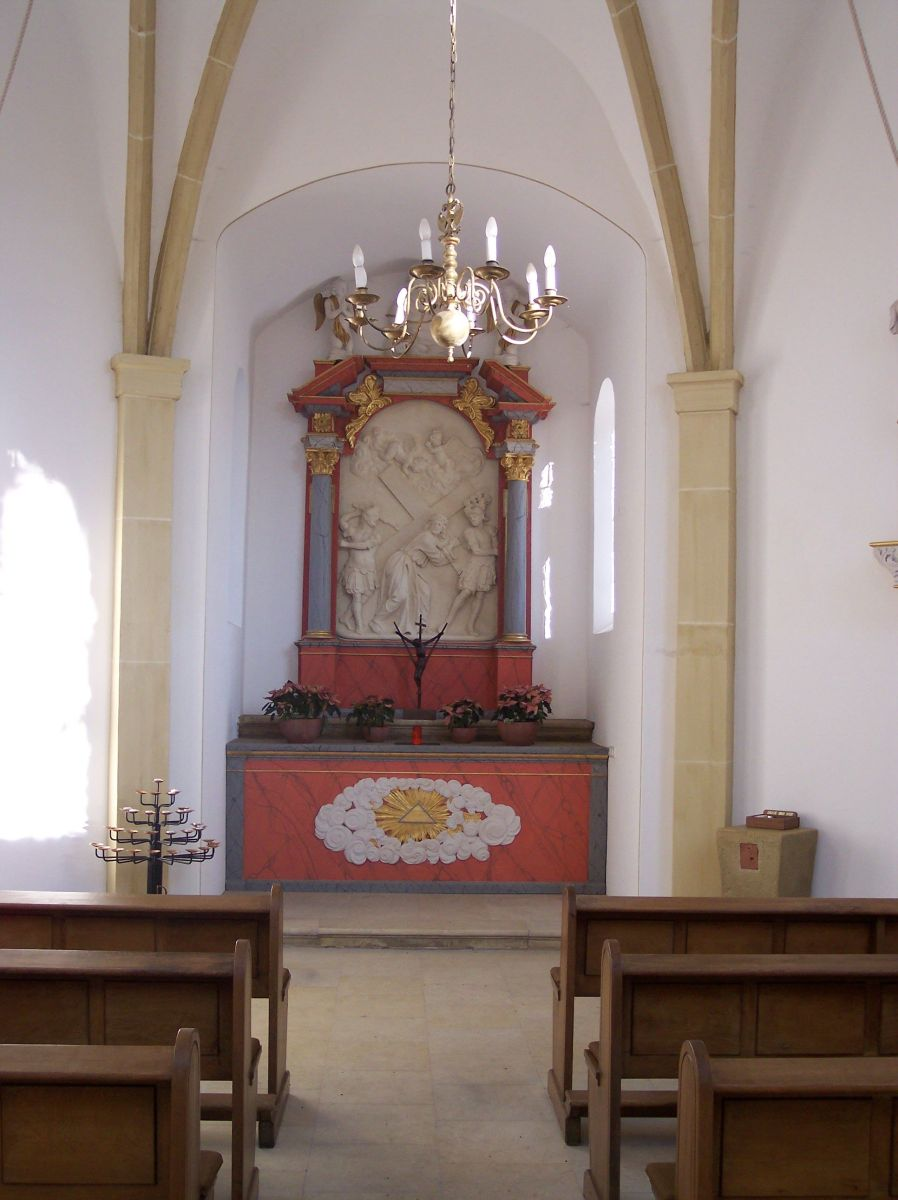
Große Kapelle innen.

## Das Coesfelder Kreuzlied
In Coesfeld (als auch im benachbarten Kreuzwallfahrtsort Heek) gibt es ein Lied "Sei heil`ges Kreuz gegrüßet", dass in leicht adaptierter Form auch als Scheyrer Kreuzlied bekannt ist. Im Diözesananghang Bamberg des Gotteslobes (1975) ist es unter der Nummer 858 enthalten, allerdings liegt das Kloster Scheyern auf dem Gebiet der Erzdiözese München-Freising.
Im Coesfelder Stadtmuseum Das Tor ist eine frei zugängliche Audioversion des Coesfelder Kreuzliedes Teil der multimedialen Ausstellung.

## Trivias
- Das Coesfelder Kreuz war vom 2. April bis 1. Juli 1968 als eines der wenigen Stücke aus Deutschland Teil der Ausstellung „L'Europe Gothique. XIIe - XIVe Siècles. Douzième Exposition du Conseil de l'Europe“  im Musée du Louvre, Paris 1968. Danach wurde eine vom Ausleiher finanzierte gründliche Restaurierung durchgeführt.
- Die Kreuzigungsgruppe des Kreuzweges in Feldafing am Starnberger See wurde den Visionen der Anna Katharina Emmerick nach als Coesfelder Kreuz gestaltet.

## Personen in Verbindung zum Coesfelder Kreuz
- Christoph Bernhard von Galen (ließ den Großen Kreuzweg erbauen)
- Anna Katharina Emmerick (1774–1824, „Mystikerin der Münsterlandes“) und Clemens Brentano
- Clemens August Graf von Galen (nahm 1935 als politisches Bekenntnis demonstrativ an der Kreuztracht teil)